# Nerikare
Nerikare fou un faraó de la dinastia XIII del Segon Període Intermedi de l'antic Egipte, que se situa entre el tercer i el cinquè de la llista. És completament desconegut a part del nom.